# Mammifrontia rileyi
Mammifrontia rileyi är en fjärilsart som beskrevs av Benjamin 1936. Mammifrontia rileyi ingår i släktet Mammifrontia och familjen nattflyn. Inga underarter finns listade i Catalogue of Life.